# The Girl You Lost To Cocaine
The Girl You Lost To Cocaine is een nummer gezongen door Sia, van het album Some People Have Real Problems.
Halverwege 2008 werd het nummer apart als single uitgegeven.

## Remixen
Het nummer is door verschillende artiesten geremixt, waaronder door:
- Sander van Doorn
- StoneBridge
- Jens O